# Tim Grohmann
Tim Grohmann, né le 27 décembre 1988 à Dresde, est un rameur d'aviron allemand.

## Palmarès

### Jeux olympiques
- 2012 à Londres,  Royaume-Uni
  -  Médaille d'or en quatre de couple

### Championnats du monde
- 2009 à Poznań,  Pologne
  -  Médaille de bronze en quatre de couple
- 2011 à Bled,  Slovénie
  -  Médaille d'argent en quatre de couple